# NGC 5190
NGC 5190 ist eine 13,0 mag helle Balken-Spiralgalaxie vom Hubble-Typ SBb im Sternbild Haar der Berenike am Nordsternhimmel. Sie ist schätzungsweise 185 Millionen Lichtjahre von der Milchstraße entfernt und hat einen Durchmesser von etwa 50.000 Lichtjahren.

Im selben Himmelsareal befinden sich u. a. die Galaxien NGC 5158, NGC 5217, IC 897.
Das Objekt wurde am 23. März 1827 von John Herschel entdeckt.